# Malton
Malton este un oraș în comitatul North Yorkshire, regiunea Yorkshire and the Humber, Anglia. Orașul se află în districtul Ryedale a cărui reședință este.